# Johann Jacob Höppli
Johann Jakob Höppli (* 1822 im Kanton Thurgau, Schweiz; † 1876 in Wiesbaden) war ein Schweizer Bildhauer und Keramikproduzent.

## Leben

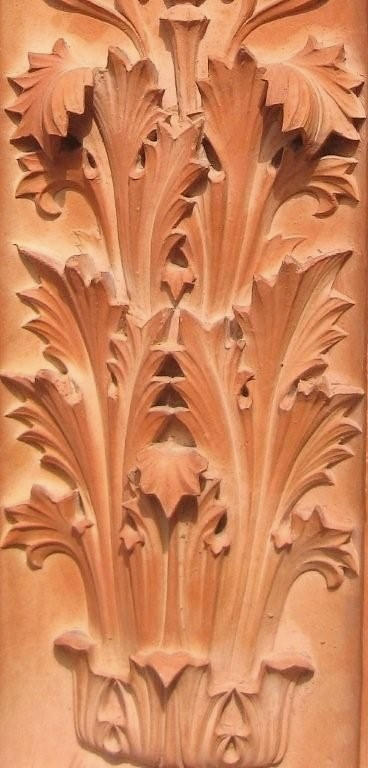
Terrakotta-Verzierung, um 1860, Detail an der Marktkirche in Wiesbaden

Johann Jakob Höppli wurde 1822 als Sohn einer Müllerfamilie im Kanton Thurgau in der Schweiz geboren. Er sollte ursprünglich Steinmetz lernen, mit dem Hintergedanken, dass damit einer der Söhne die Mühlsteine des elterlichen Betriebes selbst ersetzen könnte. 1841 hatte er seine Lehre als Modelleur und Bildhauer beendet und ging auf Reisen und Wanderschaft. Er studierte ein Jahr Kunst-Bildhauerei im italienischen Carrara und besuchte auch die Schinkelsche Bauakademie in Berlin. Um 1846 führte ihn seine Wanderschaft nach Wiesbaden, wo der herzoglich-nassauische Landbaumeister Philipp Hoffmann auf ihn aufmerksam wurde, der im Auftrag des Herzogs Adolf von Nassau ein Monument für dessen früh verstorbene Frau, die russische Prinzessin Elisabeth Michailowna Romanowa errichten sollte: die Russische Kapelle – eines der heutigen Wahrzeichen Wiesbadens.
Höppli erhielt so seinen ersten Großauftrag und stellte Modelle und Gussformen für die keramischen Dekorationen her, wozu er sich 1848 in die „Fayencen-Manufaktur Leicher“ in der Dotzheimer Straße einkaufte, in der er erst Modelleur und danach Teilhaber war. Mit seiner Heirat in die angesehene Familie des Schreinermeisters Christian Gaab im Jahr 1860 bekam er auch erleichterten Zugang zu privaten Bauherren.
Besonders prunkvoll gestaltete Höppli das Portal der Marktkirche aus gebranntem Ton, deren Gesimse und Kreuzblumen. Nach der Russischen Kapelle, der Markt-, Bonifatius- und Geisenheimer Kirche hatte Höppli Gotteshäuser aller großen christlichen Kirchen verziert. 1863 kam ein jüdisches Gotteshaus dazu, die Synagoge am Michelsberg. Wieder beauftragte ihn Landbaumeister Philipp Hoffmann, der den Bau der Synagoge leitete, für den Zierrat des Gebäudes zu sorgen.

## Selbständigkeit und Bau des Höppli-Hauses

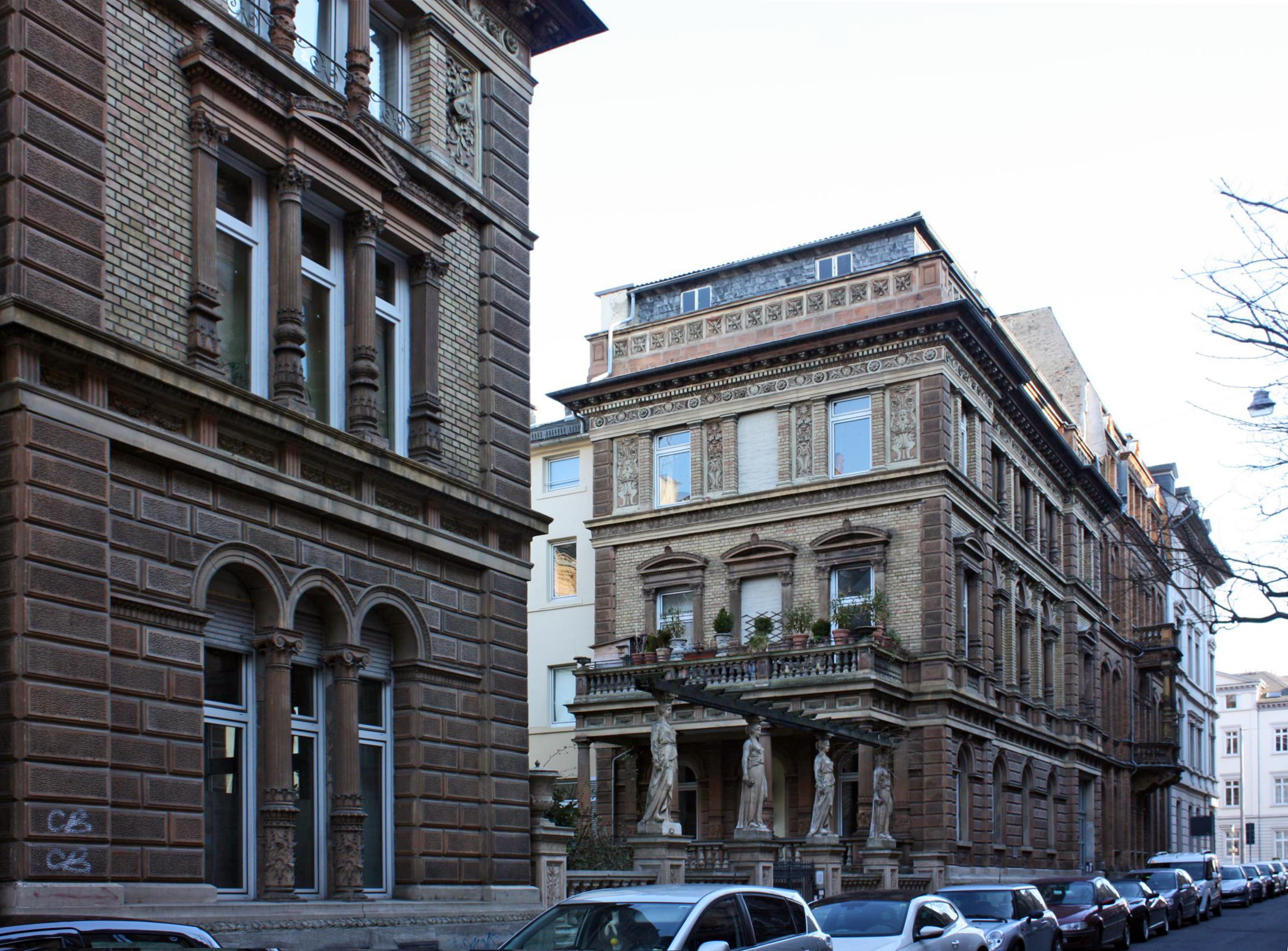
Fayencen-Fabrik Höppli in der Wörthstraße

In dieser Zeit trennte sich Höppli von der Fayence-Manufaktur Leicher und gründete eine eigene „Werkstätte mit Brennofen“ neben seinem Wohnhaus in der Dotzheimer Straße. Im Jahr 1867 erhielt er auf der Pariser Weltausstellung eine Auszeichnung für einen mehrstufigen, mit Tritonen und Delfinen geschmückten Brunnen, was ihm auch internationale Aufmerksamkeit einbrachte. 1868 vergrößerte sich der Betrieb in der Dotzheimer Straße erneut um dahinterliegende Werkstattgebäude. Eine weitere Möglichkeit der Erweiterung ergab sich für Höppli mit der seitlich direkt angrenzenden und als Verbindung zwischen Rheinstraße und Dotzheimer Straße neu geschaffenen Wörthstraße. Er entschloss sich zu einer repräsentativen Frontbebauung, die er ab 1873 mit dem gerade einmal 26-jährigen Georg Friedrich Fürstchen umsetzte.
Das Höppli-Haus sollte allerdings nicht nur repräsentativ sein und anhand seiner Fassade zeigen, was dort produziert wurde, sondern auch zusätzlichen Ausstellungsraum bieten. Dies erreichte Architekt Fürstchen durch einen für Wiesbaden recht einzigartigen Kunstgriff: Er setze zur Straße einen begrünten Innenhof als Vorgarten, regelrecht zwischen den hohen Prachtbauten der vierflügligen Anlage eingekeilt und begrenzte ihn dekorativ durch vier Karyatiden, die bis vor einigen Jahren eine Pergola trugen, von der Straße ab. Die Gebäude wurden vollständig mit Kacheln, Säulen, Giebelmotiven und Blendquadern verziert, die Fülle architektonischer Beiwerke und ornamentaler Schmuckelemente innen wie vor allem außen dürfte in Wiesbaden einzigartig sein.

## Tod und Schicksal von Familie und Firma
Johann Jakob Höppli erlebte die Fertigstellung der neuen Manufaktur nicht. 1876 starb er unerwartet im Alter von 54 Jahren. Er hinterließ zwei Töchter, die beide Lehrerinnen wurden, und seinen 12-jährigen Sohn Christian. Mit Hilfe von Christian Gaab konnte seine Witwe das Unternehmen so lange weiterführen, bis die Ausbildung des Sohnes zum Keramikingenieur 1892 abgeschlossen war, auch wenn die Firma zusätzliche Rückschläge durch die wirtschaftlichen Erschütterungen der Gründerzeit erlitt und nur noch ein Drittel der ursprünglichen Belegschaft beschäftigt werden konnte.
Um die Jahrhundertwende sicherten Großaufträge, wie der Bau des Neuen Kurhauses, des Theaterfoyers, der Landesbibliothek und des Landesmuseums, aber auch der Austausch der verwitterten Sandsteinfiguren auf der Rotunde des Biebricher Schlosses gegen langlebigere aus Ton, die Existenz der Firma. Mit dem Ersten Weltkrieg waren der Wiesbadener Bauboom und somit auch die Nachfrage nach Zierelementen weitgehend erloschen, und Johann Jakob Höpplis Nachfahren produzierten technische Keramik wie Isolatoren und halbleitende Werkstoffe für die Elektrotechnik, aber auch Spulen für die ersten elektrischen Bügeleisen.
Noch bis zum Ende des Zweiten Weltkrieges wurde kontinuierlich in den Werkstätten produziert und letztlich hunderte Villen der Innenstadt, aber auch zahlreiche bürgerliche Häuser in den Vororten und viele Grabmale durch Ornamente, Zier- und Versatzstücke aus dem Hause Höppli ausgestattet. Mit dem Tod von Christian Höppli, der 1945 in Biebrich bei einem der letzten Fliegerangriffe umkam, endete die Produktion in der Wörthstraße. Der Schornstein wurde 1946 niedergelegt. Die Werkstätten zu Wohnraum umgebaut. Die offenen Rundbögen zu Werkstatt und Ausstellungsraum hin wurden vermauert. Die beiden großen Rundöfen im hinteren Teil des Kellers sind noch heute erhalten, jedoch teils mit Bauschutt verfüllt. Auch die Nebenkeller, die als Lager für Kohle und Ton dienten, mit Schüttung von oben aus dem Innenhof, bestehen noch.
Johann Jacob Höpplis Grabmal hingegen wurde aus „Ignoranz gegenüber Wiesbadener Kunsthandwerk und mangelndem Denkmalschutz“ bei der Umwandlung des Alten Friedhofs in einen Park zerstört und die zu erhaltenden Figuren beschädigt.

## Nachlass
Ein Teil des künstlerischen und persönlichen Nachlasses von Johann Jakob Höppli und seiner Fabrik befindet sich heute noch im Privatbesitz der Nachfahren, ein anderer Teil wurde dem Stadtmuseum Wiesbaden übereignet. Eine Vielzahl von Terrakotten aus der Produktion der Firma in unterschiedlichen Erhaltungszuständen lagern zudem bis heute ungesichert im Keller des Landesamts für Denkmalpflege Hessen in Schloss Biebrich. Der gemeinnützige Förderverein Deutsches Forschungszentrum Historismus bemüht sich seit dem Jahr 2018, diesen Teil des künstlerischen Nachlasses zu bergen, konservatorisch aufzubereiten und langfristig öffentlich auszustellen.